# Сарыташ, Толга
Толга Сарыташ (тур. Tolga Sarıtaş; 30 мая 1991, Стамбул, Турция) — турецкий киноактёр.

## Биография
Родился 30 мая 1991 года в Стамбуле. С детства Толга очень интересовался музыкой. Ещё в школе мальчик научился играть на гитаре, будучи подростком участвовал в концертах различных групп. Достиг неплохих успехов как гитарист. Работал учителем музыки в лагере Дуньяси.
Несмотря на увлеченность музыкой, Толга Сарыташ мечтал о профессии актёра.
С 2009 года сыграл более 10 ролей, наиболее известен в роли Шехзаде Джихангира в сериале «Великолепный век» и в роли командира Явуза Карасу в сериале «Обещание». 27 июня 2024 году Толга Сарыташ поженился на своей возлюблинной Зейнеп Майрук. 19 апреля 2025 году стало известно что актер станет отцом и у него родится мальчик. 16 июня 2025 году побывал в Майями. 18 июня 2025 году Толга Сарыташ купил аксессуары для своего будущего сына